# Sant'Ambrogio di Torino
Sant'Ambrogio di Torino là một đô thị ở tỉnh Torino trong vùng Piedmont, có vị trí cách khoảng 25 km về phía tây của Torino, nước Ý.
Sant'Ambrogio di Torino giáp các đô thị: Caprie, Villar Dora, Chiusa di San Michele, Avigliana và Valgioie.
Nearby is the massive Sacra di San Michele.